# 两色槭
两色槭（学名：Acer bicolor）是无患子科槭属的植物，是中国的特有植物。分布于中国大陆的广西等地，生长于海拔500米至900米的地区，多生于疏林中。
种名 bicolor 意为“二色的”。

## 变种
- 粗齿两色槭（学名：Acer bicolor var. serratifolium）为槭树科槭属下的一个变种。叶较小。
- 圆齿两色槭（学名：Acer bicolor var. serrulatum）为槭树科槭属下的一个变种。叶系纸质而较小。